# Per Adolf Norstedt
Per Adolf Norstedt, född 28 januari 1763 i Örebro församling, Örebro län, död 20 september 1840 i Stockholm, var en svensk boktryckare. Han var far till Carl Norstedt.

## Biografi
Per Adolf Norstedt föddes 1763 i Örebro församling. Han var son till handlanden och rådmannen Lars Norstedt och Sara Elisabeth von Aken. Norstedt var ursprungligen handlande och 1791–1794 rådman i Örebro. Han var stadens riksdagsledamot för borgaståndet vid Riksdagen 1792. 1821 köpte han av Johan Per Lindhs änka det Lindska boktryckeriet med stilgjuteri och förlag och grundade 1823 tillsammans med sina söner Carl Norstedt och Adolf (1795–1855) P. A. Norstedt & Söner. Per Adolf Norstedt övertog ledningen av firman med överdirektörs titel, men lämnade sin post 1828 på grund av sjukdom. Han är begravd på Norra begravningsplatsen utanför Stockholm.

### Familj
Norstedt gifte sig 1794 i Örebro med Catherina Lovisa Tunelius (1775–1833). Hon var dotter till borgmästaren Olof Tunelius och Sara Catharina Almgren.